# Very Important Person (pel·lícula)
Very Important Person (retitulada A Coming Out Party als Estats Units) va ser una pel·lícula de comèdia britànica dirigida per Ken Annakin amb guió escrit per Jack Davies i Henry Blyth. El repartiment inclou coneguts actors i personatges còmics britànics, entre els quals destaquen James Robertson Justice, Stanley Baxter en un doble paper com a presoner escocès i un oficial de camp de presos de guerra alemany, Eric Sykes, John Le Mesurier, Leslie Phillips i Richard Wattis.
La pel·lícula es va estrenar el 20 d'abril de 1961 al Leicester Square Theatre al West End de Londres i l'estrena general es va fer a finals de maig.

## Argument
Sir Ernest Pease (James Robertson Justice), un científic brillant però acèrbic, és cridat a un programa de televisió basat en This Is Your Life durant el qual reuneix persones que es van conèixer en el passat. Es produeix un flashback.
El 1942, Pease treballa en investigacions d'avions molt importants durant la Segona Guerra Mundial. Ha de fer un viatge en un bombarder per obtenir coneixement de primera mà del medi en què s'ha d'utilitzar el seu equipament especial. Tot i això, ningú ha de saber qui és. Es fa passar pel tinent Farrow, oficial de relacions públiques de la Royal Navy. El bombarder és derrocat a Alemanya i, ignorant l'avís d'un tripulant, Pease és xuclat per un forat del costat de l'avió, però cau a terra segur gràcies a un paracaigudes.
És capturat i enviat a un campament de presoners de guerra ocupat majoritàriament per oficials de la Royal Air Force. El seu excel·lent domini de l'alemany fa que se sospiti que sigui un espia, però quan la seva identitat real es coneix el capità del grup Travers (Norman Bird), l'oficial major britànic, informa als homes de la seva cabana de la seva importància i que la seva escapada és una prioritat màxima. Entre els companys de cambra de Pease destaquen Jimmy Cooper (Leslie Phillips), "Jock" Everett (Stanley Baxter), i "Bonzo" Baines (Jeremy Lloyd).
A Pease se li ofereix l'oportunitat d'escapar a través d'un túnel amb dos altres homes. Tot i això, espera que el parell siguin capturats fàcilment (fet que es produeix). En canvi, planeja amagar-se després de l'intent de fuga. Quan els alemanys finalment suposen que ha aconseguit escapar-se i perden l'interès, sortirà fora del campament, disfressat com un dels tres observadors visitants de la Creu Roja suïssa, juntament amb Cooper i Baines (amb ressons d'una autèntica fuga de Spangenberg dels oficials de la RAF, Dominic Bruce ('The Medium Sized Man' de Colditz); Peter Tunstall i "/seless" Eustace Newborn, que van escapar vestits de metges de la Creu Roja suïssa). és crucial per al pla que Everett sembli l'oficial del Lager, el major Stampfel (també interpretat per Baxter, tot i que el qualifica de "terriblement lleig"). Ha de suplantar Stampfel, ja que acompanyarà la delegació. El comitè de fuga, liderat pel comandant d'ala Piggott (John Le Mesurier), no està molt satisfet amb el pla de Pease, però Pease està decidit a dur-lo a terme. El pla gairebé es desfà en el darrer moment, quan un altre pres, "Grassy" Green (John Forrest), es revela com un astut oficial d'intel·ligència de la Luftwaffe. Els agafa a punt de pistola, però confon Everett amb Stampfel i els deixa marxar. Pease, Cooper i Baines surten del campament i acaben tornant a casa.
Tornant al programa de televisió, Pease es retroba amb Baines, ara gran dissenyador de peces de vestir de dona; Cooper, missioner a l'Índia; Everett, empresari de West London; i Stampfel, que s'ha convertit en un popular administrador d'entreteniment en un camp de vacances britànic.

## Repartiment
- James Robertson Justice – Sir Ernest Pease, aka Lt. Farrow RN
- Leslie Phillips – Jimmy Cooper
- Stanley Baxter – "Jock" Everett / Major Stampfel
- Eric Sykes – Willoughby, Sports Officer
- Richard Wattis – Woodcock, Entertainments Officer
- Godfrey Winn – Himself
- Colin Gordon – Briggs
- John Le Mesurier – Piggott, head of the escape committee
- Norman Bird – Travers
- Jeremy Lloyd – "Bonzo" Baines
- John Forrest – "Grassy" Green
- Jean Cadell – Senyora contant història a la televisió
- Peter Myers – Shaw
- Ronnie Stevens – Hankley
- Ronald Leigh-Hunt – Clynes
- Steve Plytas – Oficial de la Luftwaffe
- John Ringham – Plum Pouding
- Joseph Furst – Interrogador de la Luftwaffe
- Norman Shelley – Fred Whittaker
- Brian Oulton – 1r científic al corredor
- Frederick Piper – 2n científic al corredor
- Joan Haythorne – Miss Rogers, secretari de Pease

## Inspiració
El pla de fuga sortint del campament vestit d'observadors de la Creu Roja, es va utilitzar a la vida real. Es va esmentar breument al llibre The Great Escape de Paul Brickhill.
De fet, hi havia dues fugides de la "Comissió Suïssa" dels camps de presoners alemanys amb presoners de la RAF: Oflag IXA / H, Spangenberg, el 1941, i Oflag VIB, Warburg, el 1942. L'escapada a la pel·lícula es basa en la aquest darrer, que va suposar un esforç conjunt de l'Exèrcit-RAF, i no el va mencionar Paul Brickhill. Ambdues fugides són descrites per Charles Rollings als seus llibres Wire and Walls i Wire and Worse.
El guió de la pel·lícula es va convertir posteriorment en una novel·lització amb el mateix títol per John Foley, que va fer que, de vegades, s'adjudiqués erròniament a John Foley fos autor de la novel·la en què es basa la pel·lícula. Tot i així, va ser al revés: la seva novel·la es basa en la pel·lícula.